# Intel MCS-296
Az Intel MCS-296 egy 16 bites mikrovezérlő-család, a hasonló Intel MCS-96 család továbbfejlesztett verziója, azzal teljesen kompatibilis. A család 80296-os kódszám alatt is ismert. Az MCS-296 integrált DSP jellemzőkkel is rendelkezik és matematikai teljesítménye jelentősen javult elődjéhez képest. Megcélzott felhasználási területe alapvetően a digitális jelfeldolgozás beágyazott digitális jelprocesszorokban, és visszacsatolásos vezérlőrendszerekben való alkalmazás. A család első tagja az 1996-ban megjelent 80296SA jelű mikrovezérlő volt.
A mikrovezérlő beépített DSP képességekkel rendelkezik, tehát nem egy külön jelprocesszor végzi a jelfeldolgozási feladatokat, hanem a fő processzort bővítették ki a jelfeldolgozó feladatokat ellátó egységekkel. A processzorban 40 bites akkumulátor, 32 bites barrel shifter (tetszőleges eltolást egy lépésben végrehajtó léptetőregiszter), megnövelt matematikai teljesítmény irányában továbbfejlesztett utasításkészlet segíti a feldolgozást. A processzor utasításkészletében van szorzó-akkumuláló (multiply and accumulate, MAC) utasítás, amelynek végrehajtási ideje 80 nanoszekundum, tehát a MAC utasításokat a processzor 12,5 MIPS sebességgel hajthatja végre. A processzor általános teljesítménye szintén ugyanennyi.
Az MCS-296 család fő jellemzői: 50 MHz-es órajel, MCS-96 kompatibilitás, futószalagos architektúra, 16 MiB címezhető memória, 2 KiB kód/adat RAM, 40 bites akkumulátor, gyors hardveres szorzóegység és akkumulátor, és 512 bájtos regiszter RAM. A vezérlő binárisan kompatibilis a 8xC196NU/NP mikrovezérlőkkel. A 80296SA 100 érintkezős QFP tokozásban is elérhető volt, amelynek lábkiosztása szintén kompatibilis az Intel 8xC196NU/NP sorozattal. A vezérlő 16 bites multiplexelt adatsínnel rendelkezik. Címsíne belsőleg 24 bites (16 MiB), azonban csak 20 címvonalat vezettek ki az érintkezőkre, így a 80296SA csak 1 MiB memóriát címezhet. Van demultiplexelt üzemmódja is.

## Fordítás
Ez a szócikk részben vagy egészben  az   Intel MCS-296 című angol Wikipédia-szócikk ezen változatának fordításán alapul.  Az eredeti cikk szerkesztőit annak laptörténete sorolja fel. Ez a jelzés csupán a megfogalmazás eredetét és a szerzői jogokat jelzi, nem szolgál a cikkben szereplő információk forrásmegjelöléseként.